# Ranopisoa rakotosonii
Ranopisoa rakotosonii là một loài thực vật có hoa trong họ Huyền sâm. Loài này được (Capuron) J.-F.Leroy miêu tả khoa học đầu tiên năm 1977.